# Ліанозовська школа
Ліанозовська школа (або Ліанозовська група) — творче об'єднання поставангардистів, яке існувало з кінця 1950-х до середини 1970-х років. Група поетів і художників андеграунду, що збиралися в квартирці барачного будинку в селищі Севводстрой, що розташовувалося поблизу зупинного пункту Ліанозово Савеловського напрямку Московської залізниці. За назвою залізничної платформи ця неформальна творча група наглядовими органами й була названа — «Ліанозовська». Одна з робіт Оскара Рабина так і називається: «Ст. Ліанозово. Бар.№ 2, кв.2»). У різних варіаціях зображення цього барака багаторазово зустрічається в роботах Оскара Рабина.
До групи входили поети Генріх Сапгір, Ігор Холін, Ян Сатуновський, Всеволод Некрасов і художники Оскар Рабин, Микола Вечтомов, Лідія Мастеркова, Володимир Немухін, а також художник і поет Лев Кропивницький. Центральною фігурою був художник і поет Євгеній Леонідович Кропивницький, а в кінці 1960-х років близьким до групи був молодий поет із Харкова Едуард Лимонов. Барак № 2 відвідували любителі мистецтва андеграунду й іноді купували роботи художників, тим самим надаючи їм посильну матеріальну підтримку.
Учасників групи звичайно відносять до поставангардизму, з його експериментаторством та руйнуванням канонів. Для їхньої творчості нехарактерні претензії на абсолютність особистості, властивої авангарду початку століття. Ліанозовці знижують особистісне начало й применшують ліричне «я» автора, залишаючи тільки погляд, який з неупередженістю відеокамери знімає навколишній світ.
У своїх віршах ліанозовці використовували мову підкреслено непоетичну, яку можна було почути в бараках, у магазині, на заводах — мову маленької людини, вимушеної існувати на околиці життя. На противагу радянській поезії, наповненої гучним пафосом і закликами до боротьби з міщанством, група орієнтувалася на створення інфантильної, аскетичної поезії.

## Учасники
- Вечтомов Микола Євгенійович
- Кропивницька Валентина Євгеніївна
- Кропивницький Євгеній Леонідович
- Кропивницький Лев Євгенійович
- Лимонов Едуард Веніамінович
- Мастеркова Лідія Олексіївна
- Некрасов Всеволод Миколайович
- Немухін Володимир Миколайович
- Потапова Ольга Ананіївна
- Рабин Олександр Оскарович
- Рабин Оскар Якович
- Сапгір Генріх Веніамінович
- Сатуновський Ян
- Холін Ігор Сергійович